# Guardamuebles

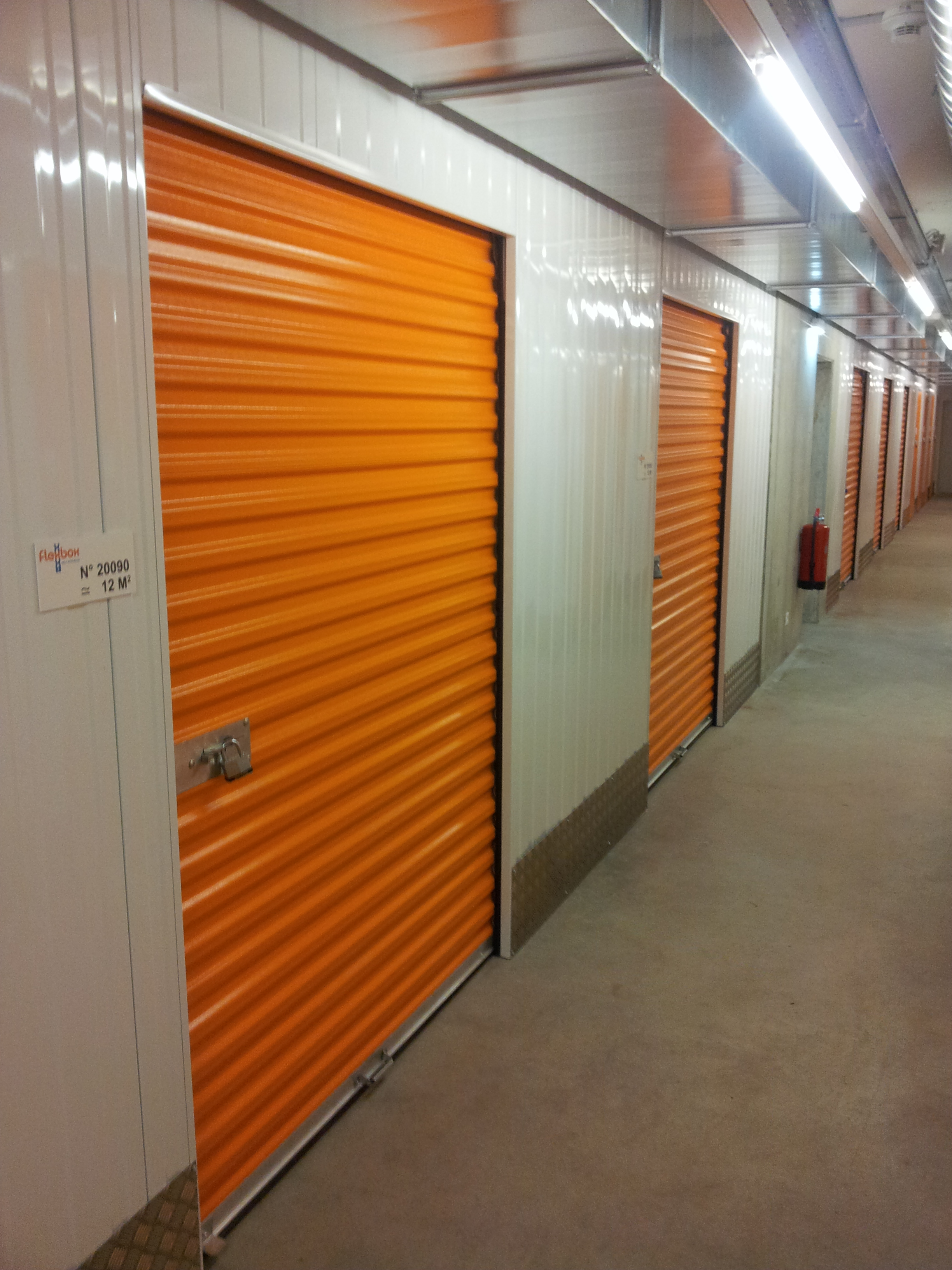
Guardamuebles en un emplazamiento interior.

Un guardamuebles o minialmacén (en inglés self-storage) es un lugar o espacio físico, habitualmente de mayor tamaño que un desván y que un trastero doméstico, ideado para el autoalmacenaje de muebles y otros enseres con motivo de una mudanza, debido a falta de sitio en una vivienda, por resguardar equipamiento de temporada, por exceso de inventario, etc. El término «guardamuebles», también usado en la forma singular «guardamueble», puede designar tanto al local de almacenamiento como a una empresa dedicada al alquiler de lugares para esta actividad temporal o permanente. Los tipos de guardamuebles varían en función de su ubicación (al aire libre o dentro de un edificio), de su material (un container), de su tamaño (un garaje), etc.

## Funcionamiento

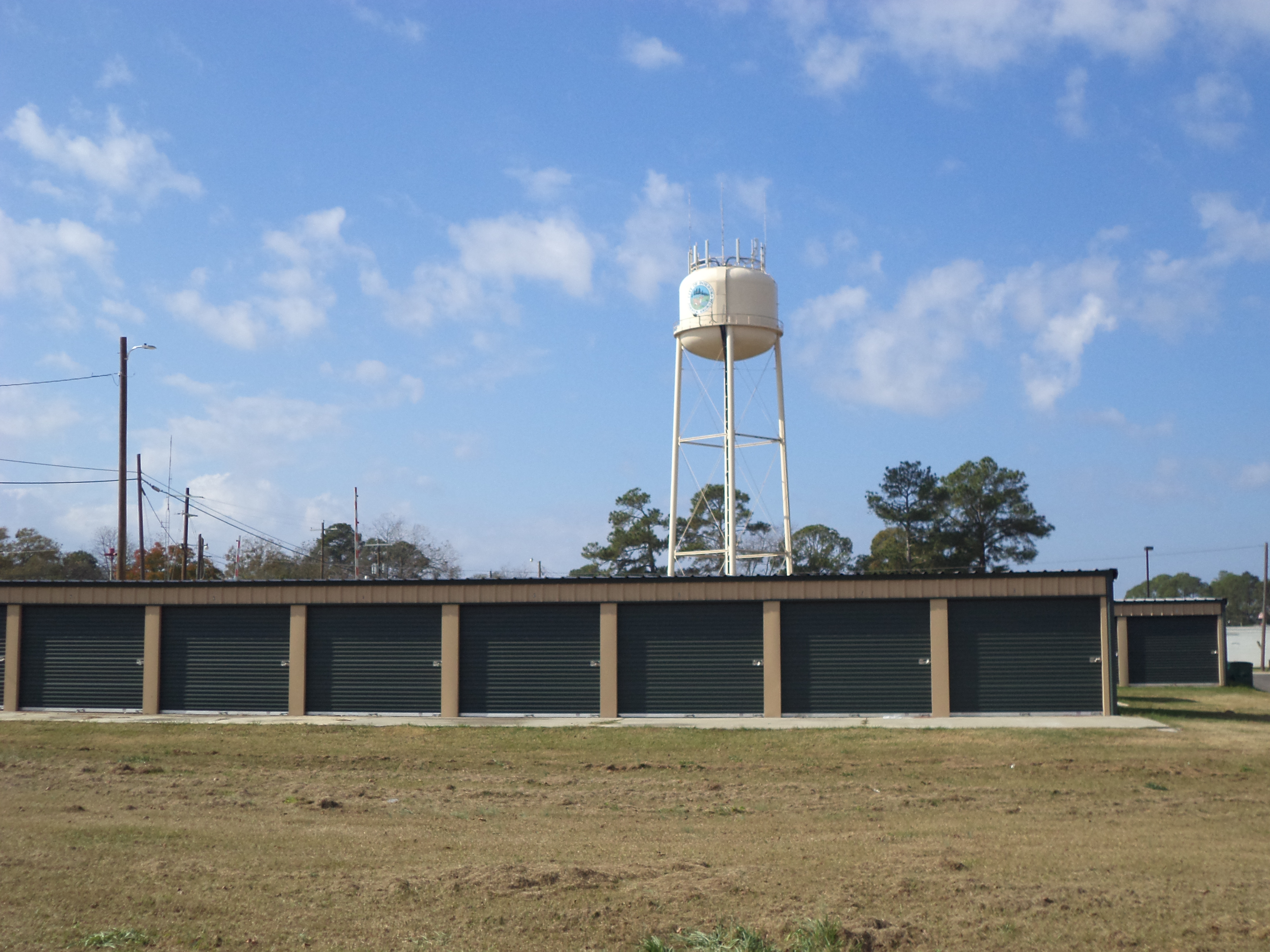
Varios guardamuebles en exterior

En general, los guardamuebles se alquilan con base en una periodicidad y el cliente puede guardar sus pertenencias en «unidades», «depósitos» o «habitaciones» durante el tiempo abonado. Los espacios alquilados garantizan su seguridad mediante una puerta con cerradura (facilitada al inquilino junto a una clave de acceso), sin poder entrar a guardamuebles de otros clientes. El acceso a las instalaciones de autoalmacenaje (en inglés, self-storage) es completo: 24 horas al día y durante todos los días del año; mientras tanto, las empresas que custodian guardamuebles suelen ceñirse a un horario comercial y a un aviso previo de visita. Para cuidar y controlar las instalaciones, sus operarios recurren a sistemas de ventilación y climatización, a un sistema de alarma, a cámaras de vigilancia, a luces interiores y a servicios similares. Los enseres no están habitualmente asegurados por la empresa que los custodia,[cita requerida] sino que se almacenan en situación de riesgo propio del inquilino o protegidos bajo una póliza contratada por el usuario de self-storage.

## Tipos de guardamuebles

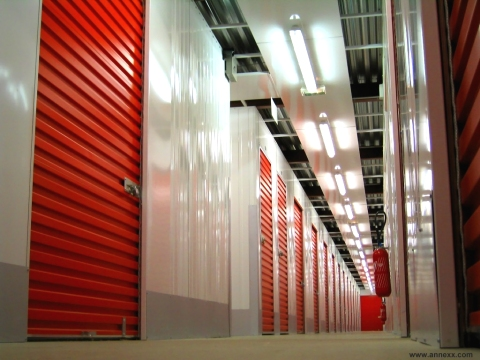
Guardamuebles con puerta enrollable.

### En interiores

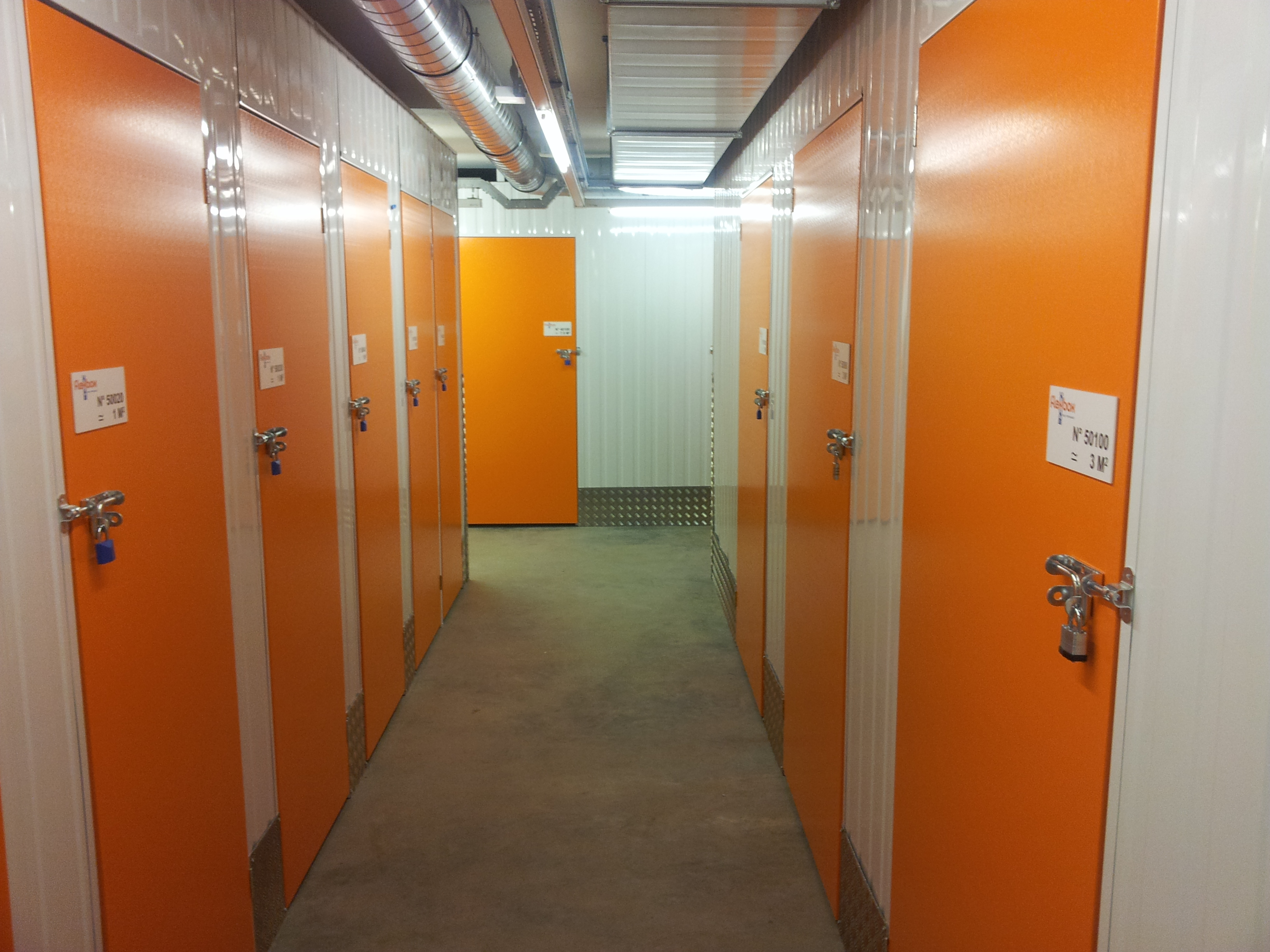
Pasillo de acceso a puertas con bisagras de fijación lateral.

Son guardamuebles situados en el interior de un edificio, donde cada «unidad», «depósito» o «habitación» tiene su propia puerta. Hay puertas que se desplazan hacia arriba y hacia abajo, ayudadas por un muelle o con una persiana enrollable para no ocupar demasiado espacio al abrirse. También hay puertas de anchura reducida que utilizan bisagras laterales como alternativa.

### En exteriores

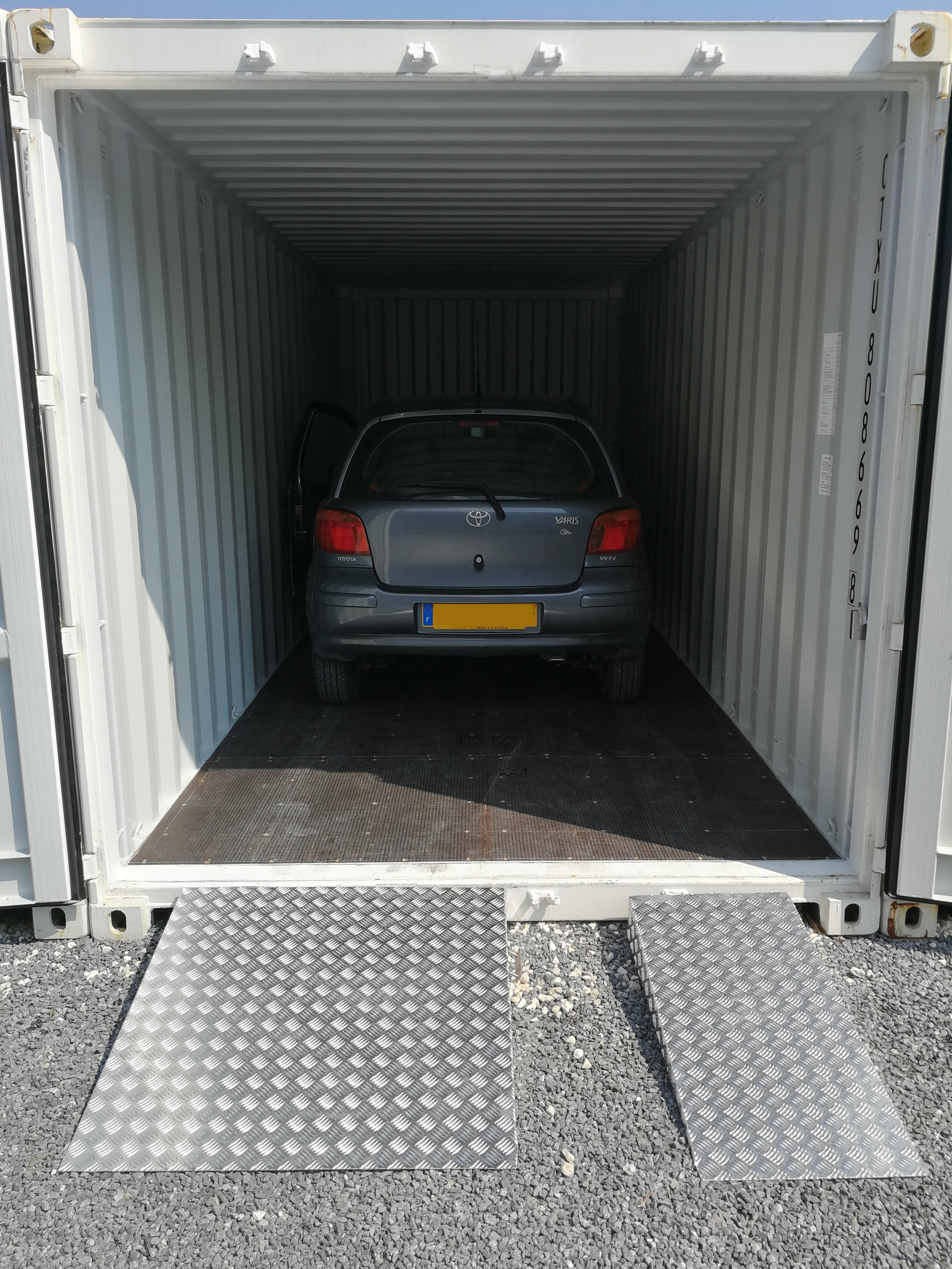
Almacenamiento de un vehículo en un contenedor.

Son guardamuebles situados en el exterior de un edificio, donde cada «unidad», «depósito» o «habitación» se identifica con un container de diferente tamaño. Se encuentran generalmente en zonas industriales o en las afueras de las ciudades.[cita requerida] El acceso al sitio, tanto para vehículos ligeros como para vehículos pesados, facilita la carga y descarga de las mercancías que se almacenan.

## Popularización
El self-storage es un negocio plenamente asentado en Norteamérica, sobre todo en Estados Unidos, donde a finales del año 2008 había 51.250 centros de autoalmacenaje que eran propiedad de 30.235 empresas.[cita requerida] El desarrollo en Europa es rápido y este sector de actividad contaba en septiembre de 2021 con más de 5.000 centros y 11 millones de metros cuadrados, la renta anual por m2 había subido un 7 % en el último año y la ocupación media había aumentado en ese periodo hasta un 81,5 %, frente al 79,8 % de ocupación en el año anterior.

### Uso privado
Es la utilización del guardamuebles desde una índole privada; por ejemplo, a causa de una mudanza, de quedarse sin espacio en una vivienda o residencia, o de cambiar equipamiento por temporadas.

### Uso comercial
Es la utilización del guardamuebles desde una índole empresarial; por ejemplo, a causa de exceder un inventario o para conservar documentos, ordenadores, archivos y herramientas.

## Acervo cultural
El rey Luis XIV de Francia y Jean-Baptiste Colbert ordenaron crear en el año 1663 el Guardamuebles de la Corona (en francés, Garde-Meuble de la Couronne) para la gestión patrimonial de los muebles y tapices del monarca, su familia y la corte. Gédéon Berbier du Mets fue el primero a quien se nombró director de dicha institución, que tuvo un estatus errante durante mucho tiempo. Instalado desde su reorganización por Colbert en el Hôtel du Petit Bourbon hasta 1758, el Guardamuebles de la Corona posteriormente se instaló, entre otros lugares, en el Hôtel de Conti (1758-1768) y en la calle Bergère (1825). Desde 1937, y bajo el nombre actual de Mobiliario Nacional (en francés, Mobilier national), se encuentra en los antiguos jardines de la Manufactura de los Gobelinos.